# Martin Karplus
Martin Karplus (n. 15 martie 1930, Viena, Austria – d. 28 decembrie 2024, Cambridge, Massachusetts, SUA) a fost un chimist evreu-american, de origine austriacă, profesor la Universitatea Harvard din 1979 și directorul Laboratorului de Chimie Biofizică de la Centrul Național Francez de Cercetări Științifice și Universitatea „Louis Pasteur” din Strasbourg.
În urma cercetărilor efectuate în anul de post-doctorat la Institutul de știință Weizmann împreună cu Michael Levitt și Arieh Warshel, cei trei colegi au fost laureați ai Premiului Nobel pentru Chimie 2013, cu motivarea „pentru dezvoltarea modelelor multiscalare aplicabile în cazul sistemelor chimice complexe”.